# Haywood Oaks
Haywood Oaks är en by i civil parish Warsop, i distriktet Newark and Sherwood, i grevskapet Nottinghamshire i England. Byn är belägen 9 km från Mansfield. Haywood Oaks var en civil parish 1858–1988 när blev den en del av Blidworth. Civil parish hade 756 invånare år 1961.